# アクロ
有限会社アクロ（acro）は、テレビ番組の制作を中心とする制作プロダクションである。THE WORKSから派生された。

## 所属スタッフ
プロデューサー
- 相澤幸一
- 柴田雅美

ディレクター
- 相澤幸一
- 寺野慎一郎
- 古賀光輝
- 永辻貴子
- 杉田心平
- 平澤賢宗
- 菅野優美子
- 荒井悠希

## 制作実績

### イベント

#### 2001年10月-2009年12月
- 現代狂言（南原清隆企画　2007年10月）
- 現代狂言II（南原清隆企画　2007年10月）
- Dancing☆Stars第1回公演「Wedding Dancing Happening 〜踊れないヤツが犯人だ!〜」（南原清隆企画・演出・プロデュース）

#### 2010年代
- 現代狂言VI（2013年2月）

### DVD
- 川島海荷Holo Holo
- 外岡えりか・遠藤舞DVD

### CM
- 旅行計画社